# Piper albidiflorum
Piper albidiflorum är en pepparväxtart som beskrevs av C. Dc.. Piper albidiflorum ingår i släktet Piper och familjen pepparväxter. Inga underarter finns listade i Catalogue of Life.